# Рутгер фон Ашеберг
Граф Рутгер фон Ашеберг, (нім. Rutger von Ascheberg; 2 червня 1621 — 17 квітня 1693) — шведський військовий і державний діяч, генерал-лейтенант (1670), генерал (1674) і фельдмаршал (1678), генерал-губернатор провінції Сконе, Галланда і Блекінге (1680—1693), сенатор і королівський радник (з 1681 року).

## Біографія
Представник вестфальського баронського роду Ашебергов, який у XVI столітті емігрував в Курляндію. Син Вільгельма фон Ашеберга і Маргарити фон дер Остен.

## Тридцятирічна війна
Рутгер фон Ашеберг у віці 13 років почав військову службу і брав участь на боці Швеції в Тридцятилітній війні в Німеччині (1618—1648). Брав участь у ряді битв, у тому числі в битві при битві при Нердлінгені.
У 1639 році 18-річний Рутгер фон Ашеберг залишив військову службу і поїхав на навчання до Франції, але через рік він поступив в Гессенський кавалерійський полк шведської армії і продовжив свою участь у Тридцятилітній війні. У 1641 році Рутгер фон Ашеберг брав участь в битві при Вольфенбюттелі. У битві при Брайтенфельде він був поранений і взятий у полон, але потім був звільнений. Надалі Рутгер фон Ашеберг воював у Німеччині під командуванням фельдмаршалів Леннарта Торстенссона і Карла Густава Врангеля. У 1644 році він отримав чин корнета, з 1646 року — ротмістр.
Після укладення Вестфальського миру в 1648 році Рутгер фон Ашеберг залишився в Німеччині. Він займав посаду обер-амтмана в 1651—1655 роках. У 1655 році — підполковник і командир полку в шведській армії.

## Друга Північна війна (1655—1660)
У 1655 році Рутгер фон Ашеберг взяв участь у війні Швеції з Річчю Посполитою. У березні 1656 року після взяття шведами міста Ярослав Ашеберг був проведений в полковники. У липні того ж року він взяв участь у триденній Варшавській битві. 2 січня 1657 року він командував шведським авангардом у битві з поляками під Хойницями. На знак своєї вдячності шведський король Карл X Густав пожалував Ашебергу рапіру, з якою він бився в битві. Також Рутгер фон Ашеберг отримав у подарунок цінні коштовності і маєток у Пруссії.
У 1657 році данці атакували шведські володіння в Північній Німеччині. Головні сили шведської армії під командуванням самого короля Карла X Густава, включаючи підрозділ під командування Ашеберга, покинули Польщу і виступили проти Данії. У 1658 році Рутгер фон Ашеберг брав участь в успішній шведської операції на данських островах. Шведська армія (12 тис. чол.) перетнула по льоду протоки Малий і Великий Бельти і досягла острова Зеландія. Він дивом уникнув полону в грудні 1658 року під час нападу об'єднаних сил бранденбурзького курфюрста Фрідріха Вільгельма і польського воєначальника Стефана Чарнецького на місто Сеннерборг. У лютому 1659 року він був тяжко поранений під час шведського нападу на Копенгаген. Ашеберг був вимушений повернутися додому, де провів 10 тижнів. Після одужання Рутгер фон Ашеберг повернувся на службу і в травні 1659 року брав участь у завоюванні данського острова Мен. Він залишався на острові до закінчення війни в 1660 році.

## Подальша служба
У 1664 році Рутгер фон Ашеберг був проведений в генерал-майори. В 1665 році він брав участь у військовій компанії шведської армії під командуванням фельдмаршала Врангеля проти німецького міста Бремен під час шведсько-бременського конфлікту. Він повернувся до Швеції, коли конфлікт був вичерпаний. У 1670 році Рутгер фон Ашеберг отримав звання генерал-лейтенанта. У 1673 році він був удостоєний титулу барона і отримав маєток Кастелльгорден в околицях Кунгельва. У 1674 році він був зведений в генерали.
Рутгер фон Ашеберг брав участь в дансько-шведської війни 1675—1679 років. Спочатку він керував обороною провінції Богуслен від нападів данців з Норвегії, здобув перемогу на ворогом в битві при Квістремі. Потім він був переведений з Богуслена в провінції Сконе, де діяв як командувач шведської армії у ряді битв з данцями, часто разом з королем Карлом XI. У серпні 1676 року він відзначився в битві при Гальмстаді, де був поранений в руку. У грудні того ж року Рутгер фон Ашеберг зіграв помітну роль у розгромі данців в битві при Лунді. У липні 1677 року відзначився у перемозі шведської армії над данцями при Ландскруні. В нагороду отримав чин фельдмаршала-лейтенанта. Ще до закінчення війни з Данією Рутгер фон Ашеберг був призначений головнокомандуючим шведською армією в провінції Сконе. У листопаді 1678 року він отримав чин фельдмаршала.
У грудні 1679 року після закінчення дансько-шведської війни 1675—1679 років Рутгер фон Ашеберг був призначений генерал-губернатором провінцій Гетеборг-Богус і Дальсланд. У 1680 році він також став губернатором Сконе, Галланда і Блекінге. У 1681 році він був призначений королівським радником, а в 1687 році отримав графський титул.
17 квітня 1693 рік а 71-річний Рутгер фон Ашеберг помер у Гетеборзі. Він був похований у Німецькій церкві в Гетеборзі 26 серпня 1694 рік а. На його похоронах був присутній шведський король Карл XI.
Одна з вулиць в місті Гетеборзі досі названа його ім'ям.

## Шлюб і діти
25 листопада 1650 року Рутгер фон Ашеберг одружився з Магдаленою Елеонорою фон Буссех (1632—1690), представницею дворянського роду з Гессена. Подружжя мали наступних дітей:
- Георг Фредерік фон Ашеберг (10 грудня 1651 — 22 серпня 1677), підполковник піхотного полку
- Маргарета Сабіна фон Ашеберг (25 листопада 1652 — 4 лютого 1738)
- Фольрат Людвіг фон Ашеберг (7 червня 1654 — 14 квітень 1677), лейтенант і капітан
- Анна Елізабет фон Ашеберг (10 травня 1656 — 2 вересня 1686)
- Карл Густав фон Ашеберг (13 вересня 1659 — 15 травня 1660)
- Рутгер фон Ашеберг (6 червня 1660 — 15 червень 1660)
- Густав Адольф фон Ашеберг (23 червня 1661 — 5 листопада 1691)
- Крістіан Людвіг фон Ашеберг (4 червня 1662 — 1 лютого 1722), генерал
- Елеонора Елізабет фон Ашеберг (13 вересня 1663 — 13 листопада 1737), яка в 1679 році вийшла заміж за Девіда Макелеєра (1646—1708)
- Софія Ловіс фон Ашеберг (23 серпня 1664 — 1 серпня 1720), з 1685 роу дружина Ганса Вахтмейстера (1642—1714)
- Отто Вільгельм фон Ашеберг (5 серпня 1665 — 2 червня 1687), корнет
- Маргарета фон Ашеберг (9 липня 1671 — 10 жовтень 1753), полковник піхотного полку, в 1691 році стала дружиною К'єлла Кристоффера Барнекоу (1663—1700)